# EarPods

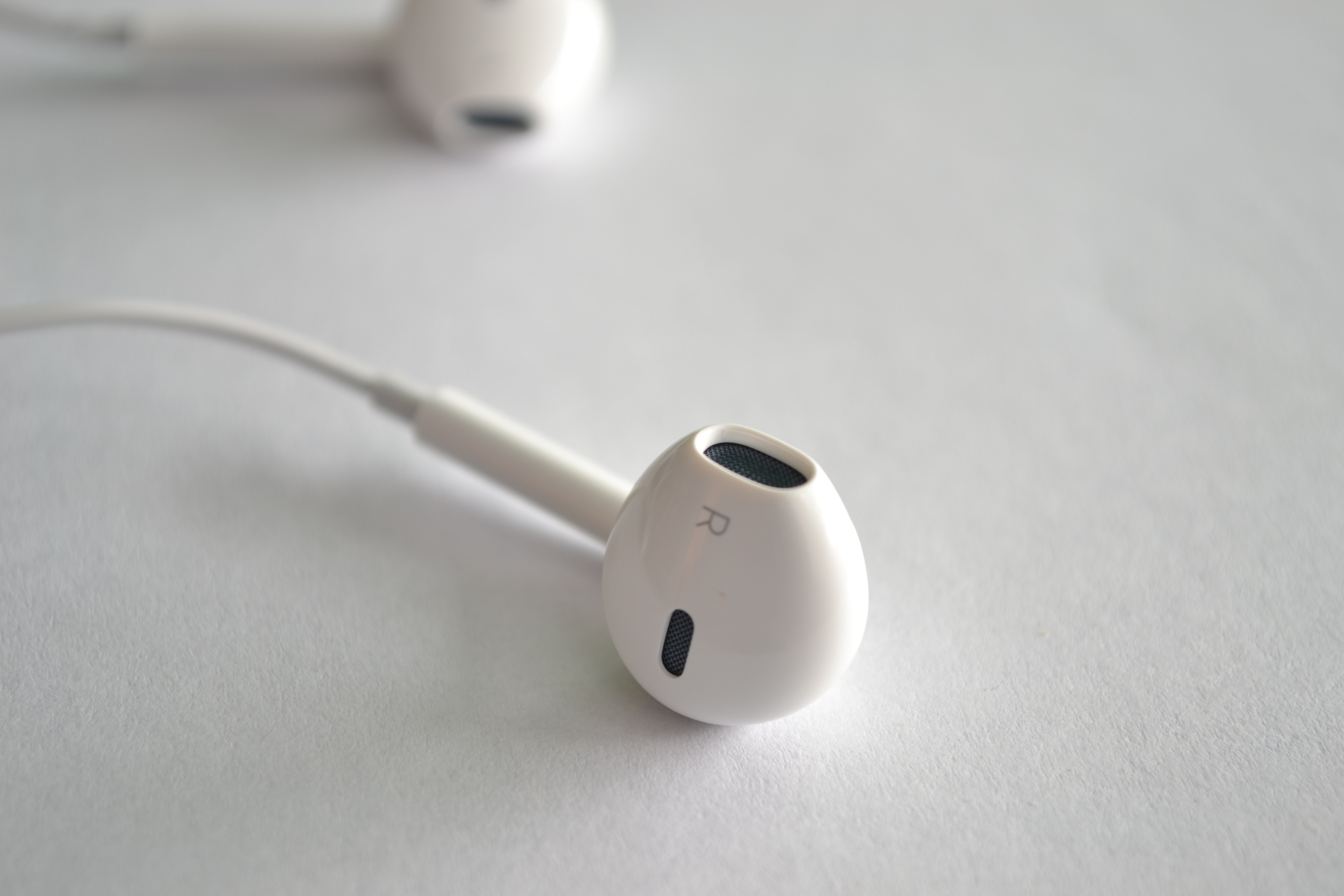
EarPods

Gli EarPods sono gli auricolari di Apple con telecomando e microfono, introdotti il 12 settembre 2012 con l'iPhone 5. Sono stati inclusi anche nell'iPod touch 5G e nell'iPod nano 7G (quest'ultimi senza telecomando, né microfono) e vengono anche venduti separatamente.
Con l'uscita dell'iPhone 7 e iPhone 7 Plus è uscita anche la nuova versione di EarPods con connettore Lightning (inclusa in quest'ultimi).

## Sviluppo
Secondo Apple, gli EarPods sono stati sviluppati per un periodo di diversi anni utilizzando scansioni 3D di molte orecchie in modo che rimangano più stabili nell'orecchio rispetto ai loro predecessori. Tuttavia, poiché hanno una forma uniforme, non si adattano ugualmente bene a tutti gli utenti. Altri produttori risolvono questo problema con attacchi in gomma. Gli EarPods offrono un suono migliore rispetto al modello precedente.

## Esecuzioni
Gli EarPods sono disponibili in diverse versioni, da un lato la versione standard fornita con ogni iPod, e la versione EarPods (con telecomando e microfono). Come suggerisce il nome, la versione con microfono e telecomando ha un microfono e un'unità di controllo remoto che possono essere utilizzati per controllare la riproduzione audio di iOS e macOS. Gli EarPods sono disponibili con presa jack da 3,5 mm e, da settembre 2016, anche con presa Lightning.

## Comandi
Il telecomando è composto da tre tasti, uno centrale e due laterali.
Quello centrale è in grado di:
- mettere in pausa o avviare una canzone o un video (pressione breve);
- rispondere a una telefonata in entrata (pressione breve);
- rifiutare o chiudere una telefonata (pressione prolungata);
- attivare Siri (pressione prolungata);
- scattare foto dall'applicazione Fotocamera (pressione breve);
- passare alla canzone successiva (doppia pressione breve);
- tornare alla canzone precedente o riascoltare quella in corso (tripla pressione breve);
- mandare avanti velocemente una canzone (doppia pressione breve + pressione prolungata);
- mandare indietro velocemente una canzone (tripla pressione breve + pressione prolungata).

I tasti laterali possono aumentare o diminuire il volume.

## Compatibilità

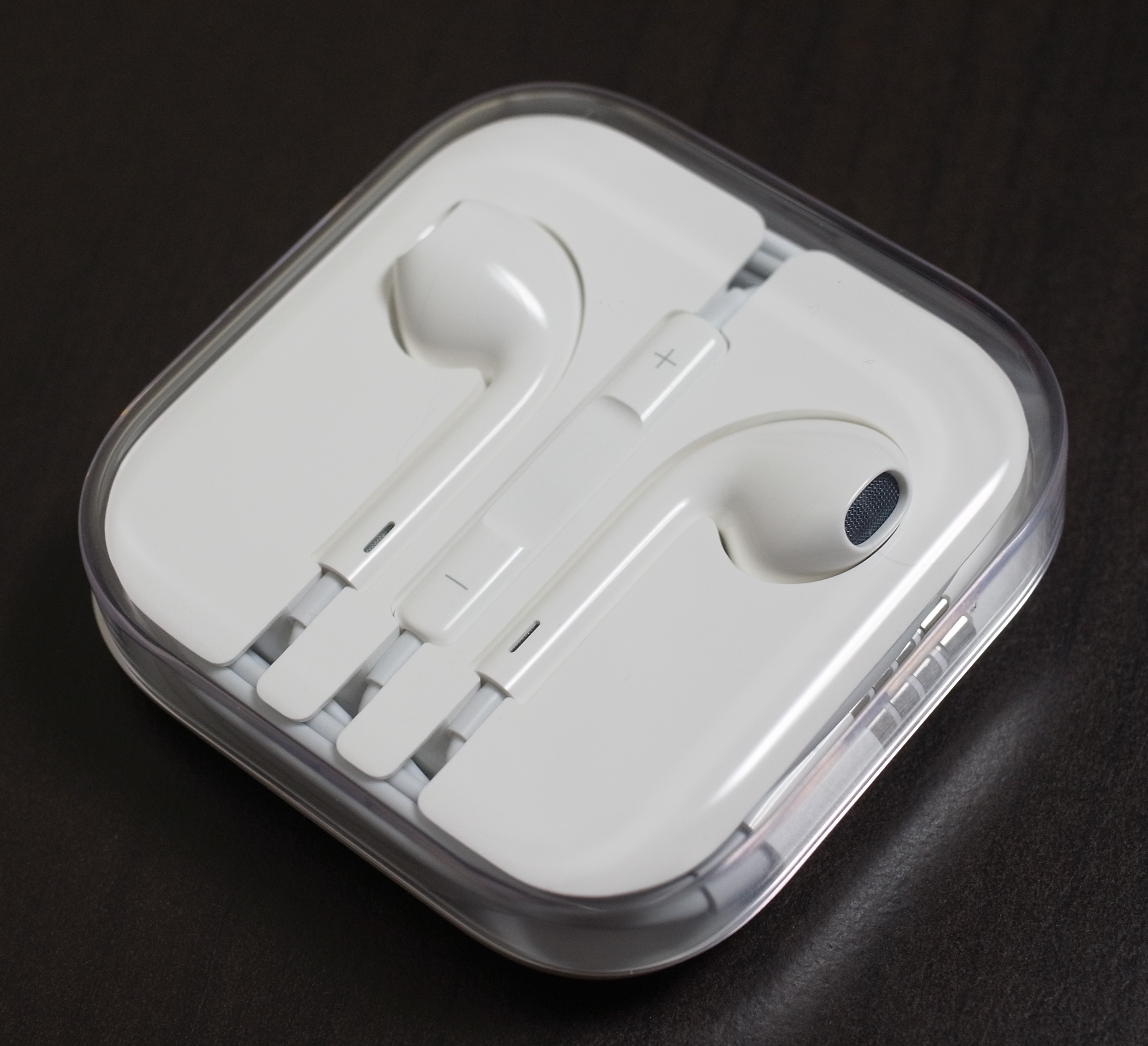
EarPods nella loro custodia

La versione con jack da 3,5 mm è compatibile con:
- iPhone EDGE o successivi (esclusi iPhone 7 e 7 Plus, iPhone 8 e 8 Plus e iPhone X);
- iPad (prima generazione) o successivi;
- iPad mini 2 o successivi;
- iPad Pro o successivi;
- iPod classic (2008) o successivi;
- iPod nano 4G o successivi;
- iPod shuffle 4G o successivi;
- iPod touch 2G o successivi.

È richiesta per gli iPod nano la versione 1.0.3, per gli iPod classic la versione 2.0.1 e per gli iPod touch la versione 2.2 o successiva.
La versione con connettore Lightning è compatibile con:
- iPhone 5 o successivi, fino alla versione 14 compresa;
- iPad (quarta generazione) o successivi;
- iPad mini o successivi;
- iPad Pro o successivi;
- iPod touch 6G o successivi.

È richiesta la versione 10 o successiva di iOS.